# Octavian Bellu
Octavian Ioan Atanase Bellu, né le 17 février 1951 à Ploiești est un entraîneur de gymnastique roumain. Il est connu pour avoir été le sélectionneur de l'équipe nationale roumaine de gymnastique, entre les années 1988 à 2005, aux côtés de Mariana Bitang. Octavian Bellu prend sa retraite après avoir été pris en photo par des paparazzi en train de flirter en boîte de nuit avec plusieurs gymnastes. 
Dans sa jeunesse, Octavian Bellu est un gymnaste au succès modeste.
Octavian Bellu mène son équipe à cinq titres mondiaux successifs et deux titres olympiques. Cependant il est accusé de mauvais traitements par plusieurs gymnastes comme Corina Ungureanu, Alexandra Marinescu ou Sabina Cojocar. Il est connu pour avoir entraîné Lavinia Miloșovici, Andreea Răducan, Simona Amânar, Gina Gogean, et Cătălina Ponor.
Il est aussi conseiller dans l'équipe du président roumain Traian Băsescu[Quand ?].